# Bates Motel (serie televisiva)
Bates Motel è una serie televisiva statunitense trasmessa dal 2013 al 2017 per cinque stagioni sul canale A&E. In Italia, è stata trasmessa a partire dal 13 settembre 2013 su Rai 2.
La serie è molto liberamente basata sui personaggi del romanzo Psycho di Robert Bloch del 1959 e sul film diretto da Alfred Hitchcock, ed è incentrata sul rapporto tra Norman Bates e sua madre, interpretati da Freddie Highmore e Vera Farmiga.
Gli autori hanno dichiarato che la serie «non è un omaggio a Psycho [...] quei personaggi sono solo d'ispirazione» (Carlton Cuse); a supporto di questa affermazione l'ambientazione contemporanea degli avvenimenti e diverse incoerenze che evidenziano come la serie non possa di fatto essere considerata un vero e proprio prequel, ma piuttosto un reboot.

## Trama
Dopo la morte del marito, Norma Bates compra un motel con casa annessa situato nella cittadina di White Pine Bay, in Oregon, e vi si trasferisce insieme al figlio Norman. La stessa notte in cui i due giungono in città, un uomo si introduce nella loro nuova casa e stupra Norma; il figlio arriva poco dopo e lo stordisce, mentre la donna, traumatizzata, lo accoltella a morte. I due, dopo essersi resi conto di ciò che hanno fatto, gettano il cadavere in acqua ma ben presto, lo sceriffo e il vice sceriffo della città notano la mancanza dell'uomo ed iniziano ad indagare. Madre e figlio cercano quindi di escogitare piani per sfuggire alle accuse di omicidio ed il loro rapporto personale si scoprirà essere molto particolare, dando inizio ad una serie di vicissitudini; i due sono infatti legati morbosamente l'uno all'altra, e Norman inizierà a soffrire di alcuni blackout temporanei, allucinazioni e disturbi della personalità durante i quali i suoi comportamenti si dimostreranno pericolosi per sé stesso e per gli altri. A sconvolgere ulteriormente la situazione arriverà Dylan, l'austero fratellastro di Norman dal misterioso passato.

## Episodi
| Stagione         | Episodi | Prima TV USA | Prima TV Italia |
| ---------------- | ------- | ------------ | --------------- |
| Prima stagione   | 10      | 2013         | 2013            |
| Seconda stagione | 10      | 2014         | 2015            |
| Terza stagione   | 10      | 2015         | 2015            |
| Quarta stagione  | 10      | 2016         | 2016            |
| Quinta stagione  | 10      | 2017         | 2017            |

## Personaggi e interpreti

### Personaggi principali
- Norma Bates (stagioni 1-5), interpretata da Vera Farmiga e doppiata da Emanuela Rossi.
Una donna sulla quarantina, vedova e madre single, affascinante, determinata, protettiva, emancipata, ricca di carisma e dallo spirito imprenditoriale. Norma Bates cela però dietro il sorriso affabile e i modi cordiali un animo tormentato e un passato gravato da oscuri segreti (a partire dalle circostanze della morte del marito), segreti che la donna è intenzionata a tutti i costi a mantenere tali. Nonostante le buone intenzioni di madre, anche Norma presenta dei caratteri negativi, frutto dei soprusi subiti in passato. Incline alla menzogna è pronta a tutto per i suoi interessi, viene coinvolta, volente o nolente, in assassini, loschi affari e sconvolgenti relazioni, quasi sempre con Norman al suo fianco.
- Norman Bates (stagioni 1-5), interpretato da Freddie Highmore e doppiato da Manuel Meli.
Educato, timido, generoso, con modi estremamente gentili e un'aria da perfetto bravo ragazzo, a prima vista sembrerebbe il tipico adolescente adorabile e magari un po' impacciato, con le piccole insicurezze tipiche della sua età. Norman, tuttavia, nasconde un "lato oscuro" del quale egli stesso non è perfettamente consapevole: un'attrazione nei confronti del sesso femminile connotata da un sotterraneo senso di colpa e dai risvolti estremamente violenti determinato dal legame quasi morboso con la madre Norma.
- Dylan Massett (stagioni 1-5), interpretato da Max Thieriot e doppiato da Alessandro Campaiola.
Fratello maggiore di Norman, Dylan si presenta al Bates Motel per riunirsi al resto della famiglia. Complicherà la relazione fra Norman e Norma.
- Bradley Martin (stagione 1, ep.2x01-02 e 3x08-10), interpretata da Nicola Peltz e doppiata da Giorgia Brasini. È una compagna di scuola di Norman, è molto popolare ed è attratta dal nuovo arrivato.
- Emma Decody (stagioni 1-5), interpretata da Olivia Cooke e doppiata da Eva Padoan. È una compagna di scuola di Norman. Ha la fibrosi cistica ed è quindi costretta ad andare in giro sempre con una bombola di ossigeno.
- Alexander "Alex" Romero (stagione 1 ricorrente; stagioni 2-5), interpretato da Nestor Carbonell e doppiato da Francesco Prando. È lo sceriffo di White Pine Bay.
- Caleb Calhoun (ricorrente stagione 2; stagione 3, guest star stagione 4, ricorrente stagione 5), interpretato da Kenny Johnson, doppiato da Roberto Draghetti. Fratello di Norma e padre di Dylan. In gioventù aveva avuto una relazione con la sorella, e quando lei aveva deciso di troncare questa relazione "malata", lui in preda alla rabbia l'aveva violentata. Arriva a Whine Pine Bay, in cerca di perdono, ma la sorella si rifiuterà di parlare con lui.

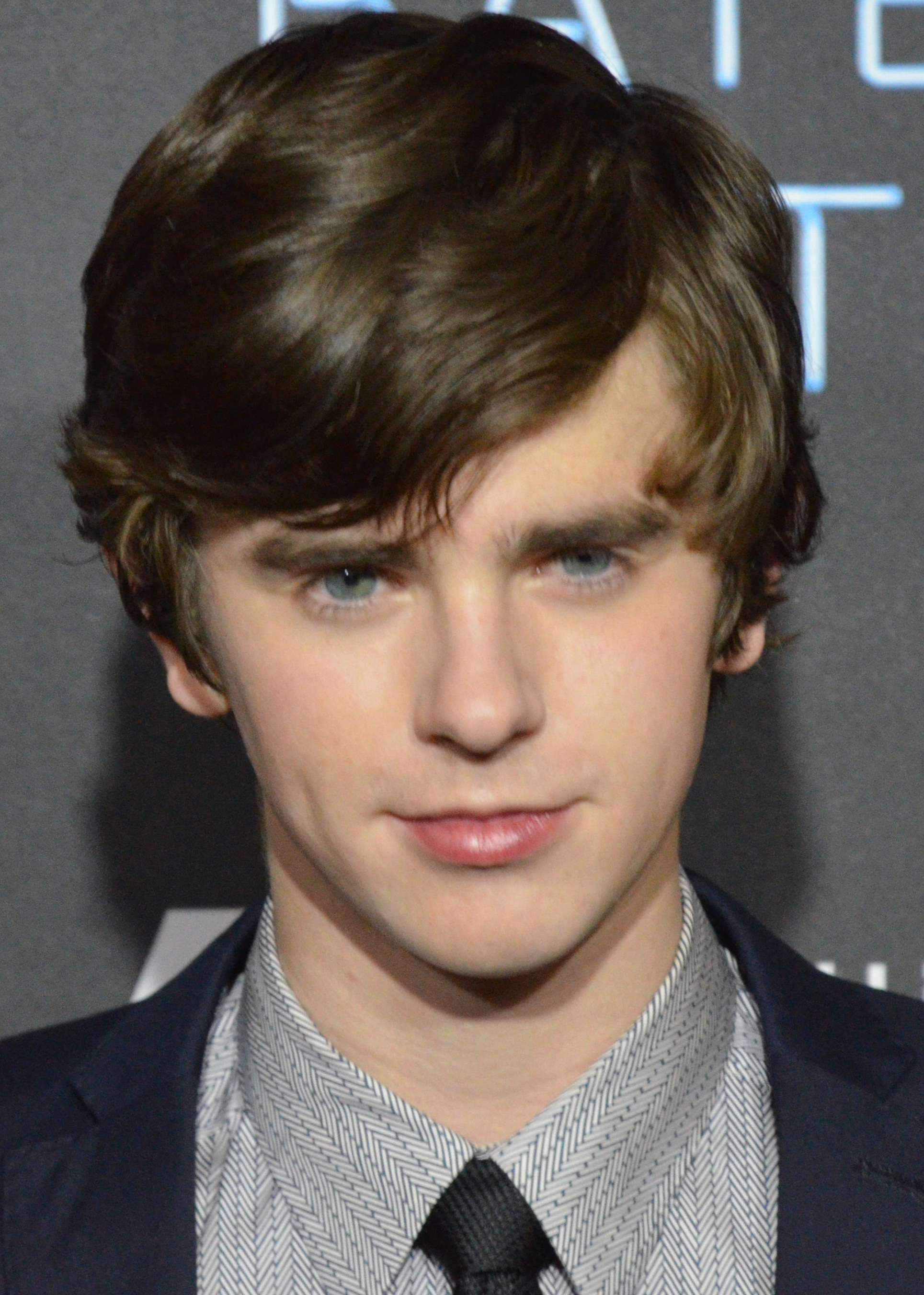
Freddie Highmore interpreta Norman Bates
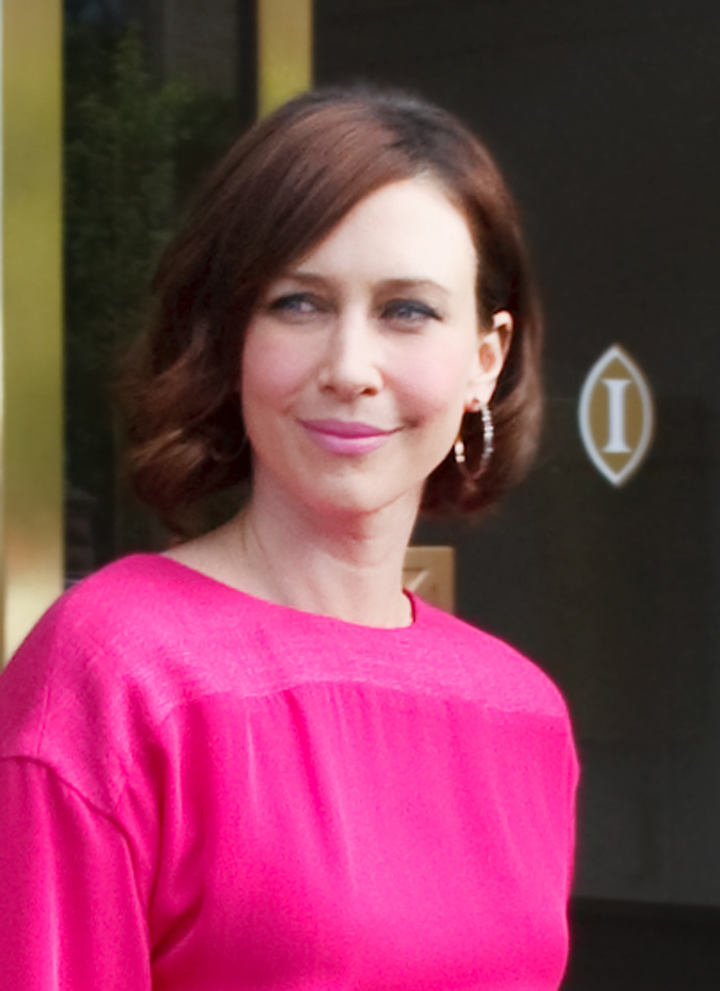
Vera Farmiga interpreta Norma Bates
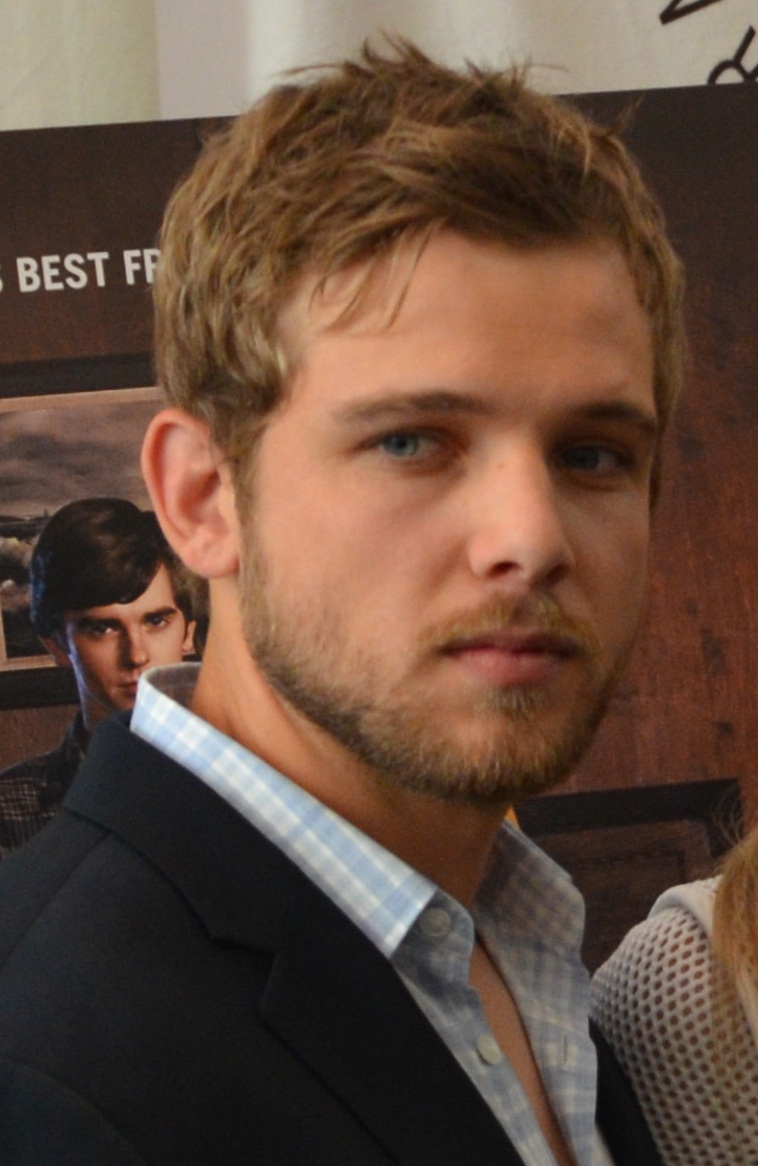
Max Thieriot interpreta Dylan Massett
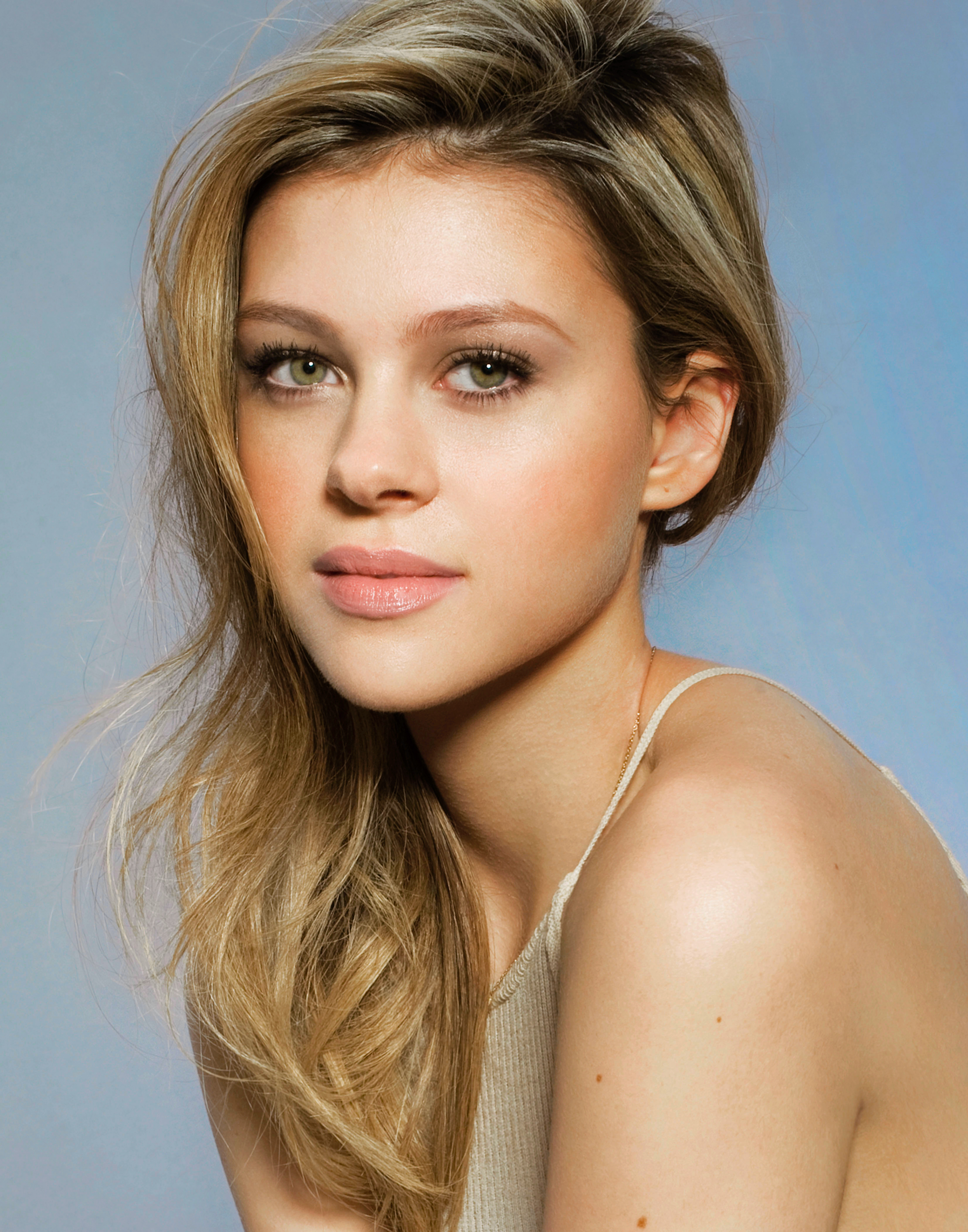
Nicola Peltz interpreta Bradley Martin
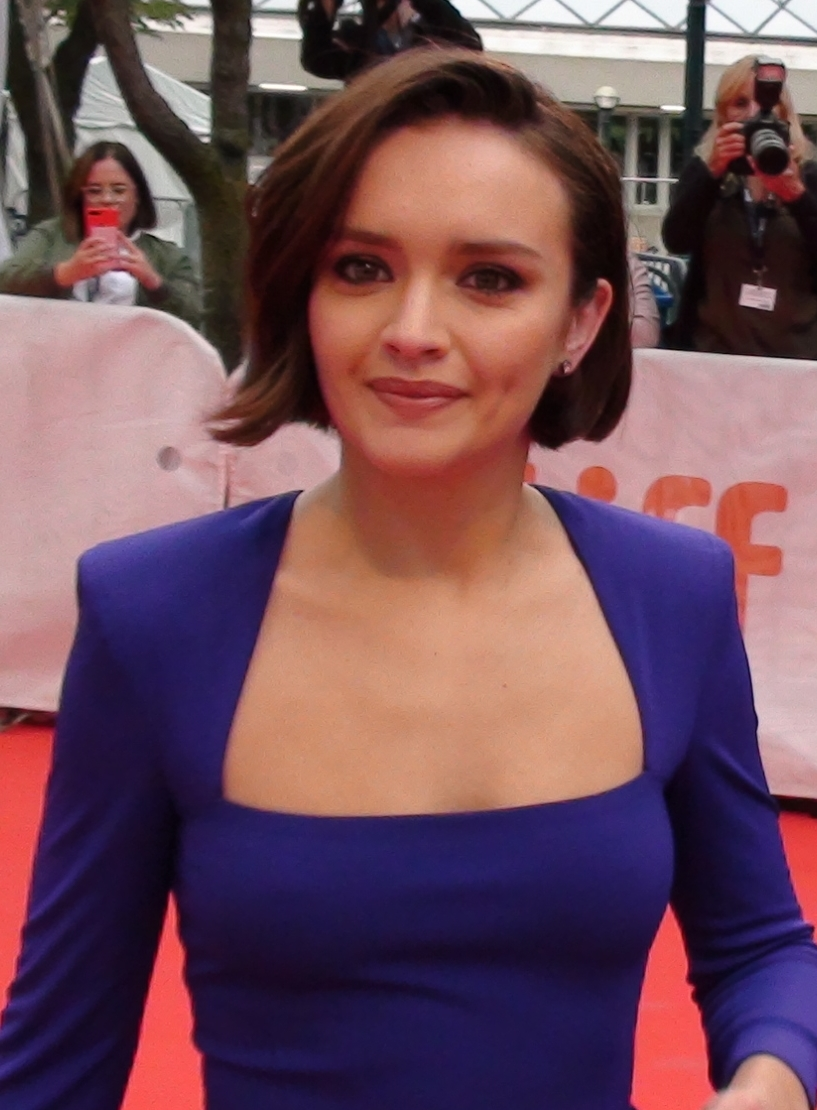
Olivia Cooke interpreta Emma Decody
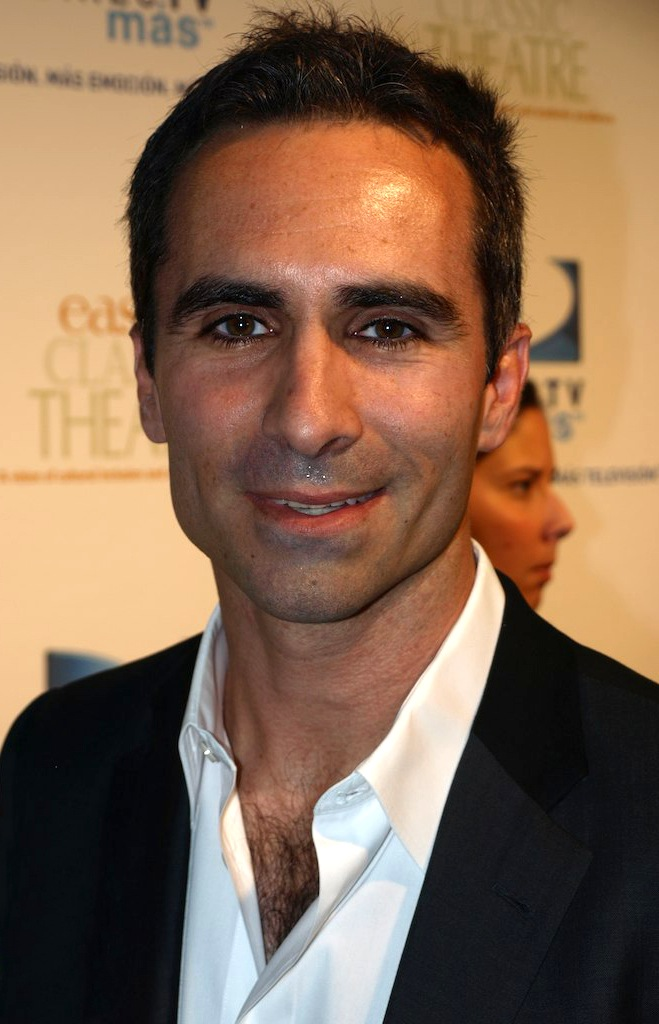
Nestor Carbonell interpreta Alex Romero
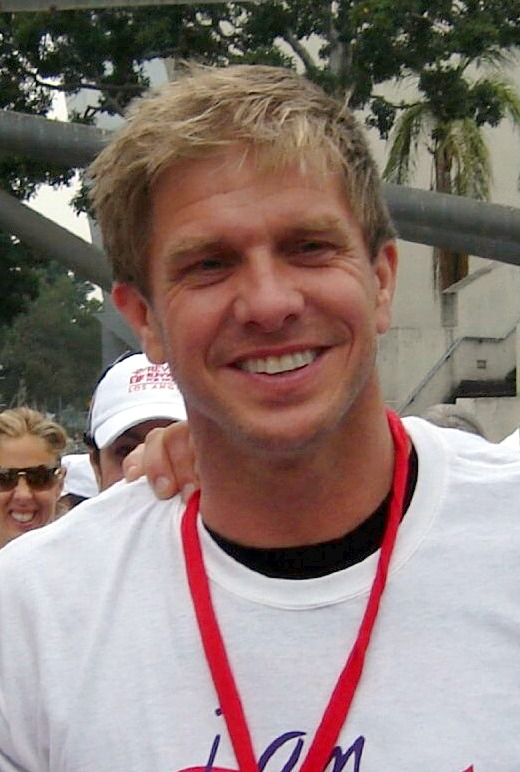
Kenny Johnson interpreta Caleb Calhoun

### Personaggi secondari
- Gunner (stagioni 1-4), interpretato da Keenan Tracey, doppiato da Gabriele Patriarca.
Lavora come spacciatore nel traffico di droga locale.
- Will Decody (stagioni 1, 3-5), interpretato da Ian Hart (stagione 1) e Andrew Howard (stagioni 3-5).
È il padre di Emma, molto attaccato alla figlia dopo essere stato abbandonato dalla moglie. Insegna a Norman la tassidermia.
- Miss Blair Watson (stagioni 1-4), interpretata da Keegan Connor Tracy, doppiata da Domitilla D'Amico.
È la procace insegnante d'inglese della classe di Norman.
- Richard Sylmore (stagioni 1-2), interpretato da Richard Harmon.
È il ragazzo di Bradley Martin, nonché uno dei più popolari della scuola.
- Regina (stagioni 1-2,4-5), interpretata da Aliyah O'Brien.
È la receptionist della Polizia di White Pine Bay.
- Remo Wallace (stagioni 1-2, guest star stagione 5), interpretato da Ian Tracey, doppiato da Luigi Ferraro.
È un uomo che lavora per Dylan alla piantagione, dopo la morte di Ethan.
- Amelia Martin (stagioni 2-3), interpretata da Lini Evans.
È la madre di Bradley.
- Zack Shelby (stagione 1), interpretato da Mike Vogel, doppiato da Francesco Venditti.
È il giovane vice-sceriffo che instaura una relazione con Norma. Gestisce un traffico di ragazze asiatiche.
- Jiao (stagione 1, guest star stagione 5), interpretata da Diana Bang, doppiata da Erica Necci.
È una delle ragazze asiatiche.
- Jake Abernathy/Joe Fioretti (stagione 1), interpretato da Jere Burns, doppiato da Luca Dal Fabbro.
È il socio di Shelby e Keith Summers nel traffico delle ragazze asiatiche. Torna in città dopo la morte di entrambi per riscuotere dei soldi che i due gli dovevano.
- Ethan Chang (stagione 1), interpretato da Terry Chen, doppiato da Simone Crisari.
È un ragazzo asiatico che sorveglia le piantagioni di erba, procura il lavoro alle piantagioni a Dylan.
- Dr. Kurata (stagione 1), interpretato da Hiro Kanagawa, doppiato da Massimo Lodolo.
È lo psicologo di Norma e Norman.
- Gil (stagioni 1-2), interpretato da Vincent Gale.
È il capo di Dylan.
- Sam Bates (stagioni 1, 4), interpretato da David Cubitt.
È il padre di Norman, secondo marito di Norma. È un uomo molto violento.
- Jodi Morgan (stagione 2), interpretata da Kathleen Robertson, doppiata da Laura Lenghi.
Sorella di Zane, con cui è a capo del traffico della droga.
- George Heldens (stagione 2), interpretato da Michael Vartan, doppiato da Francesco Pezzulli.
Fratello di Christine, ha una breve relazione con Norma.
- Christine Heldens (stagione 2), interpretata da Rebecca Creskoff, doppiata da Sabrina Duranti.
Membro del consiglio comunale di White Bay, diventa subito amica di Norma, ma quando questa scopre la relazione che ha con il fratello, le due si allontaneranno.
- Cody Brennan (stagione 2), interpretata da Paloma Kwiatkowski, doppiata da Veronica Puccio.
Ragazza che intrattiene una breve relazione con Norman.
- Nick Ford (stagione 2), interpretato da Michael O'Neill, doppiato da Sergio Di Giulio.
È uno dei capi del traffico di droga locale e padre di Miss Watson, insegnante di Norman.
- Zane Morgan (stagione 2), interpretato da Michael Eklund, doppiato da Pasquale Anselmo.
Gestisce il traffico di droga locale insieme alla sorella Jodi. Scatena una guerra tra trafficanti quando vuole estendere il giro d'affari, obiettivo non condiviso dalla sorella.
- Jimmy Brennen (stagione 2), interpretato da Michael Rogers.
È il padre violento di Cody.
- Annika Johnson (stagione 3), interpretata da Tracy Spiridakos, doppiata da Eleonora Reti.
Escort di lusso, ospite del motel. Dopo aver partecipato ad una festa organizzata da Bob Paris, sparisce nel nulla.
- Chick Hogan (stagioni 3-5), interpretato da Ryan Hurst.
Vicino di casa di Dylan, trafficante d'armi e artista a tempo perso.
- James Finnigan (stagione 3), interpretato da Joshua Leonard, doppiato da Luigi Ferraro.
Professore di psicologia al Trout Lake Community College, incontra Norma Bates durante il suo primo giorno di Università. Dopo un'iniziale incomprensione, si scopre attratto dalla donna e comincia a corteggiarla.
- Bob Paris (stagione 3, guest stagione 4), interpretato da Kevin Rahm, doppiato da Alessio Cigliano.
Ricchissimo uomo d'affari e presidente dell'Arcanum Club. È coinvolto anche lui nel traffico di droga della città.
- Liz Babbit (stagioni 3-4), interpretata da Anika Noni Rose.
Agente dell'FBI che indaga sugli affari illegali di Bob Paris in cui sono coinvolti anche lo sceriffo Romero e Rebecca Hamilton, direttrice della banca locale.
- Gregg Edwards (stagione 4-5 ricorrente), interpretato da Damon Gupton.
Dottore del Pineview Mental Institution che avrà in cura Norman.
- Rebecca Hamilton (stagione 4), interpretata da Jaime Ray Newman, doppiata da Valentina Mari.
Direttrice della banca locale ed ex amante dello sceriffo Romero.
- Julian Howe (stagione 4), interpretato da Marshall Allman, doppiato da Emanuele Ruzza.
Paziente del Pineview Mental Institution che instaura un'amicizia con Norman.
- Audrey Ellis (stagione 4), interpretata da Karina Logue, doppiata da Francesca Manicone.
La madre di Emma, ritornata dopo anni di assenza per assistere all'intervento chirurgico della figlia.
- Marion Crane (stagione 5), interpretata da Rihanna, doppiata da Domitilla D'Amico.
Giovane ragazza amante di Sam Loomis.
- Jane Greene (stagione 5), interpretata da Brooke Smith, doppiata da Daniela Calò.
Nuovo sceriffo della città.
- Madeline Loomis (stagione 5), interpretata da Isabelle McNally, doppiata da Gemma Donati.
Donna proprietaria di un negozio di attrezzi, stringe amicizia con Norman.
- Sam Loomis (stagione 5), interpretato da Austin Nichols.
 Marito di Madeline Loomis.
- Julia Ramos (stagione 5), interpretata da Natalia Cordova-Buckley.
Avvocato difensore di Norman.

## Produzione
La serie è stata sviluppata da Carlton Cuse e Kerry Ehrin attraverso le case di produzione Universal Television Group e The Wolper Organization. Cuse e Ehrin sono anche produttori esecutivi della serie. Nel luglio 2012 A&E ha deciso di non produrre un episodio pilota, ma di ordinare direttamente i 10 episodi che compongono la prima stagione.

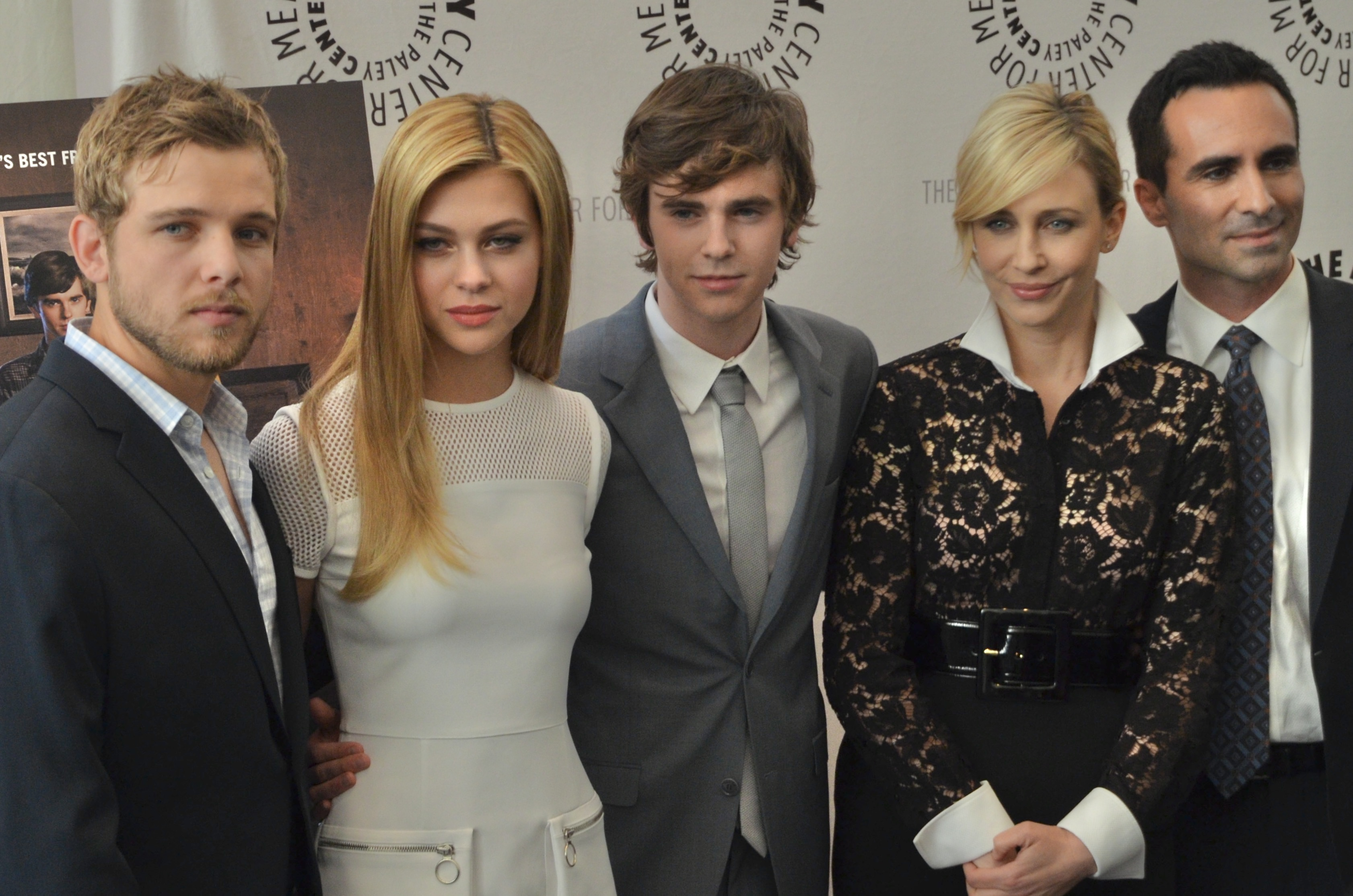
Il cast principale della serie nel 2013, da sinistra: Max Thieriot, Nicola Peltz, Freddie Higmore, Vera Farmiga e Nestor Carbonell

L'8 aprile 2013 il network A&E ha rinnovato la serie per una seconda stagione, sempre composta da 10 episodi, in onda negli USA dal 3 marzo 2014.
Il 7 aprile 2014 la serie televisiva è stata rinnovata ancora per una terza stagione composta da 10 episodi.
Il 15 giugno 2015 la serie viene rinnovata per altre due stagioni, chiudendosi con la quinta stagione.
La serie ha concluso definitivamente le sue riprese il 31 gennaio 2017.

### Location
La location del motel è stata costruita vicino alla città di Aldergrove, nella British Columbia, dove sono state filmate alcune scene in esterno della serie. Le scene all'interno della casa e del motel sono state girate in un teatro a Vancouver.

## Accoglienza
La serie ha riscontrato un grande successo, ottenendo il 93% di gradimento sull'accumulatore di recensioni Rotten Tomatoes e 8,2/10 su IMDb.

## Riconoscimenti
- 3 nomination ai Premi Emmy
- 1 premio e 9 nomination ai Saturn Award
- 1 nomination ai Critics Choice Award
- 1 nomination alla Casting Society of America
- 6 nomination ai Critics' Choice TV Award
- 3 nomination ai Fangoria Chainsaw Awards
- 1 nomination ai Dorian Award
- 7 nomination ai Gold Derby Awards
- 1 nomination ai Golden Trailer Awards
- 1 premio e 1 nomination ai Gracie Allen Awards
- 1 nomination agli Hollywood Makeup Artist and Hair Stylist Guild Awards
- 4 nomination agli IGN Summer Movie Awards
- 2 nomination agli Imagen Foundation Awards
- 2 premi e 2 nomination agli Leo Awards
- 1 nomination al Motion Picture Sound Editors
- 10 nomination alla Online Film & Television Association
- 1 premio e 3 nomination ai People's Choice Awards
- 2 nomination ai Satellite Awards
- 1 nomination ai Television Critics Association Awards
- 1 nomination ai Joey Awards
- 1 nomination ai TV Guide Awards
- 1 nomination agli UBCP/ACTRA Awards
- 7 nomination ai Women's Image Network Awards